# Chevalier d'Herbain
Le chevalier d'Herbain, de son nom complet Jean-Louis Cuchot d'Herbain, est un compositeur du XVIIIe siècle né à Strasbourg  le 10 avril 1720 et mort à Paris le 28 mai 1768.

## Biographie
Destiné à la carrière militaire, Jean-Louis Cuchot d'Herbain est capitaine de grenadiers au régiment de Tournaisis, qu’il a rejoint dès 1737.
Arrivé en Corse avec son régiment, sous la conduite du marquis de Cursay, chargé de rétablir l'ordre dans l'île alors génoise, il participe au rétablissement de l’Accademia dei Vagabondi et donne plusieurs œuvres musicales, dont certaines sont jouées à Rome et à Florence. 
On lui doit quelques opéras comme Il geloso (Rome, 1751) (perdu), Il trionfo del Giglio (Bastia, 1751) (perdu) et La Lavinia (Bastia, 1752), dont des extraits seront publiés à Paris en 1755.
De retour à Paris, il compose le motet Exultate Deo, qui est créé le 4 avril 1755 par Marie Fel au Concert spirituel et repris de nombreuses fois avec succès. Suivent d’autres œuvres : la cantate Le Retour de Flore (1755), Six Sonates en trio pour deux violons et basse dédiées à Madame la Marquise de Pompadour (1755), la musique du ballet Célime (1756), sur un livret de François de Chennevières, représenté à l’Académie royale le 28 septembre 1756, et les opéras-comiques Les Deux Talens (1763, livret de Jean-François de Bastide) et Nanette et Lucas (1764, livret de Nicolas-Étienne Framery). Il compose aussi de nombreuses ariettes et cantatilles.
Le 4 juillet 1760, le « Sr d’Herbain, chevalier de notre ordre militaire de St Louis », obtient un privilège général pour « des œuvres de musique vocale et instrumentale de sa composition. ».
Certains de ses airs connurent un succès durable, car on les retrouve dans plusieurs anthologies.